# Фазорозщеплювач

Фазорозщеплювач на біполярному транзисторі

Фазорозщеплювач — це прилад, який розділяє сигнали на безліч фаз. Використовується як для обробки аналогових і цифрових сигналів, так і в силовій електроніці.

## В силовій електроніці
Фазорозщеплювач в силовій електроніці перетворює вхідну електричну напругу (зазвичай однофазову напругу змінного струму) в необхідну для живлення електродвигунів багатофазову (зазвичай трьохфазову) напругу. В транспортній техніці набув широкого застосування електромашинний фазорозщеплювач, який являє собою трьохфазний асинхроний двигун з короткозамкнутим ротором, з обмотками, з"єднаними зіркою, причому обмотка третьої фази підключена не до нульової точки, а до відпайки обмотки другої фази. Такий фазорозщеплювач працює як однофазний двигун, а магнітне поле ротора підводить струм до третьої фази. Отримана трьохфазна система не цілком симетрична, кут між другою і третьою фазою становить приблизно 90 градусів. Сьогодні дані фазорозщеплювачі витісняються менш шумними, більш економічними, надійнішими та довговічнішими електронними фазорозщеплювачами які складаються з випрямлювача і інвертора.

## В сигнальній електроніці
Фазорозщеплювач в електроніці використовується для отримання інвертованого сигналу, для перетворення в диференційний сигнал, для створення ряду фаз для модулятора або демодулятора (наприклад, в квадратурному модуляторі, або в інтегрованому модуляторі являє собою широкосмуговий демодулятор з високою лінійністю для высокошвидкісних модемів і т. п. В робочій смузі частот фазорозщеплювач, на відміну від фазообертача, зсовує сигнал по фазі не залежно від його  частоти.
Схеми аналогових фазорозщеплювачів , що інвертують сигнал, можуть бути побудовані на основі:
- транзисторного підсилювача (див. схему);
- трансформатора з двома вторинними обмотками;
- мостової схеми;
- паралельного включення що інвертує і не інвертує підсилювачі.